# Diocesi di Coari
La diocesi di Coari (in latino Dioecesis Coaritana) è una sede della Chiesa cattolica in Brasile suffraganea dell'arcidiocesi di Manaus. Nel 2021 contava 207.540 battezzati su 245.830 abitanti. È retta dal vescovo Marek Marian Piątek, C.SS.R.

## Territorio
La diocesi comprende 7 comuni dello stato brasiliano di Amazonas: Coari, Codajás, Manacapuru, Anori, Beruri, Caapiranga e Anamã.
Sede vescovile è la città di Coari, dove si trova la cattedrale di Sant'Anna e San Sebastiano.
Il territorio si estende su 103.388 km² ed è suddiviso in 10 parrocchie.

## Storia
La prelatura territoriale di Coari è stata eretta il 13 luglio 1963 con la bolla Ad Christi divini di papa Paolo VI, ricavandone il territorio dall'arcidiocesi di Manaus.
Il 9 ottobre 2013 è stata elevata al rango di diocesi.

## Cronotassi dei vescovi
Si omettono i periodi di sede vacante non superiori ai 2 anni o non storicamente accertati.
- Mário Roberto Emmett Anglim, C.SS.R. † (24 aprile 1964 - 13 aprile 1973 deceduto)
- Gutemberg Freire Régis, C.SS.R. (21 ottobre 1974 - 28 febbraio 2007 ritirato)
- Joércio Gonçalves Pereira, C.SS.R. (28 febbraio 2007 - 22 luglio 2009 dimesso)
- Marek Marian Piątek, C.SS.R., dal 15 giugno 2011

## Statistiche
La diocesi nel 2021 su una popolazione di 245.830 persone contava 207.540 battezzati, corrispondenti all'84,4% del totale.
| anno | popolazione | popolazione | popolazione | presbiteri | presbiteri | presbiteri | presbiteri                | diaconi | religiosi | religiosi | parrocchie |
| anno | battezzati  | totale      | %           | numero     | secolari   | regolari   | battezzati per presbitero | diaconi | uomini    | donne     | parrocchie |
| ---- | ----------- | ----------- | ----------- | ---------- | ---------- | ---------- | ------------------------- | ------- | --------- | --------- | ---------- |
| 1966 | 82.944      | 86.550      | 95,8        | 12         |            | 12         | 6.912                     |         | 12        | 29        | 3          |
| 1968 | 107.430     | 115.730     | 92,8        | 10         |            | 10         | 10.743                    |         | 10        | 19        | 3          |
| 1976 | 105.344     | 108.884     | 96,7        | 8          |            | 8          | 13.168                    |         | 17        | 17        | 4          |
| 1980 | 118.600     | 122.000     | 97,2        | 11         |            | 11         | 10.781                    |         | 12        | 11        | 4          |
| 1990 | 124.500     | 140.000     | 88,9        | 12         |            | 12         | 10.375                    |         | 20        | 20        | 6          |
| 1999 | 137.000     | 155.000     | 88,4        | 11         | 3          | 8          | 12.454                    |         | 9         | 17        | 5          |
| 2000 | 125.000     | 147.000     | 85,0        | 11         | 2          | 9          | 11.363                    |         | 10        | 20        | 5          |
| 2001 | 125.000     | 147.000     | 85,0        | 13         | 4          | 9          | 9.615                     |         | 10        | 18        | 6          |
| 2002 | 125.000     | 147.000     | 85,0        | 12         | 3          | 9          | 10.416                    |         | 10        | 18        | 6          |
| 2003 | 125.000     | 147.000     | 85,0        | 13         | 4          | 9          | 9.615                     |         | 10        | 16        | 6          |
| 2004 | 166.076     | 195.306     | 85,0        | 11         | 4          | 7          | 15.097                    |         | 8         | 16        | 6          |
| 2013 | 184.200     | 218.000     | 84,5        | 18         | 11         | 7          | 10.233                    |         | 8         | 15        | 10         |
| 2016 | 188.200     | 222.900     | 84,4        | 19         | 13         | 6          | 9.905                     |         | 6         | 12        | 10         |
| 2019 | 204.300     | 242.000     | 84,4        | 19         | 14         | 5          | 10.752                    |         | 6         | 15        | 10         |
| 2021 | 207.540     | 245.830     | 84,4        | 16         | 13         | 3          | 12.971                    |         | 4         | 14        | 10         |